# Каплински, Моше
Моше́ Капли́нски Пе́лег («Ка́план») (ивр. משה קפלינסקי פלג‎; род. 20 января 1957, Гедера, Израиль) — председатель совета директоров израильской нефтеперерабатывающей компании BAZAN Oil Refineries, глава кафедры национального лидерства и военной мысли Университета имени Райхмана.
Генерал-майор запаса Армии обороны Израиля; в последних должностях: Командующий Центральным военным округом Армии обороны Израиля (с 2002 по 2005 год), заместитель Начальника Генерального штаба Армии обороны Израиля (с 2005 по 2007 год).
По окончании военной службы работал генеральным директором израильского отделения компании Better Place с января 2008 по ноябрь 2012 года, с января 2013 по декабрь 2019 года исполнял должность генерального директора израильской компании Nesher Israel Cement Enterprises, а с июня 2020 по август 2021 года был генеральным директором компании BAZAN Oil Refineries.

## Биография
Моше Каплински родился и вырос в Гедере, Израиль, в семье Баруха и Леи Каплински. Отец Каплински, Барух, родившийся в семье, приехавшей в Гедеру в 1887 году, был активистом нелегальной иммиграции евреев в Палестину в рядах подпольной организации «Хагана», за что был арестован британскими властями и сослан в лагерь на Кипре.

### Военная карьера
В 1977 году Каплински был призван на службу в Армии обороны Израиля. Начал службу в бригаде «Голани», в которой получил прозвище «Каплан». Исполнял в бригаде должности командира взвода, заведующего оперативной частью (ивр. קמב"ץ‎) батальона, командира роты и командира оперативного отдела (ивр. קצין אג"ם‎) бригады. В 1978 году принял участие в операции «Литани». В 1981 году был командиром оперативного отдела спецподразделения «Шальдаг».
В 1982 году, за неделю до начала Ливанской войны возглавил разведывательную роту (ивр. פלס"ר‎) бригады «Голани». В начале войны получил тяжёлое огнестрельное ранение на подходе роты под его командованием к крепости Бофор накануне боя по захвату крепости. Врачи решили не извлекать пулю из раны Каплински, и она так и осталась в его спине на остаток жизни. После выздоровления вернулся на должность командира роты.
В 1985 году Каплински был назначен командиром 13-го батальона бригады «Голани», а в 1987 году — заместителем командира бригады.
В 1990 году был повышен в звании до полковника и назначен командиром резервной бригады «Хермон», а спустя год возглавил бригаду «Хирам» — Восточную бригаду Подразделения связи взаимодействия с Ливаном (территориальной дивизии, размещавшейся в южном Ливане).
В 1993 году стал командиром бригады «Голани». В период командования Каплински в бригаде было учреждено спецподразделение «Эгоз».
В 1997 году был произведён в бригадные генералы и возглавил резервную дивизию «Ха-Эш». В сентябре 1999 года был назначен командиром территориальной дивизии «Ха-Галиль» (исполнял данную должность во время вывода израильских войск из Южного Ливана в мае 2000 года и во время похищения трёх израильских солдат боевиками организации «Хезболла» в октябре того же года).
12 июля 2001 года Каплински был повышен в звании до генерал-майора и назначен Военным секретарём премьер-министра Израиля при премьер-министре Ариэле Шароне, сменив на посту бригадного генерала Гади Айзенкота.
В августе 2002 года был назначен Командующим Центральным военным округом, сменив на посту генерал-майора Ицхака Эйтана. Заслугой Каплински на этом посту стало значительное снижение уровня террора, исходящего из Западного берега реки Иордан. Исполнял должность Командующего округом до 30 марта 2005 года.
Затем был назначен заместителем Начальника Генерального штаба Армии обороны Израиля вместо назначенного на пост Начальника Генштаба генерал-лейтенанта Дана Халуца. 8 августа 2006 года, в ходе Второй ливанской войны, Халуц назначил Каплински своим представителем в Северном военном округе на время войны. Данное назначение было расценено в качестве знака выражения недоверия действующему Командующему округом, генерал-майору Уди Адаму, который и действительно вскоре объявил о выходе в отставку.
В связи с объявлением Дана Халуца о выходе в отставку в январе 2007 года Каплински временно (в качестве заместителя Халуца) возглавлял Генштаб. Наравне с Габи Ашкенази, Каплински был ведущим кандидатом на пост Начальника Генштаба, однако 21 января 2007 года снял свою кандидатуру, сославшись в письме министру обороны Амиру Перецу на своё участие во Второй ливанской войне и на тот факт, что его назначение на пост может подвергнуть армию очередной встряске в случае, если Комиссия Винограда, проводившая в ту пору расследование причин упущений, допущенных во время войны, укажет на ответственность Каплински за какие-либо упущения.
Через несколько месяцев после вступления Ашкенази на пост Начальника Генштаба, 1 октября 2007 года, Каплински, отклонивший предложение получить назначение на должность главы Управления разведки Генштаба, передал пост заместителя Начальника Генштаба генерал-майору Дану Харелю и вышел в отпуск, который был представлен изначально как выход на учёбу в ожидании возможности сменить Ашкенази в дальнейшем на посту Начальника Генштаба, однако вскоре закончился выходом Каплински в запас.

### После выхода в запас
В январе 2008 года Каплински был назначен генеральным директором (CEO) компании Better Place Israel (H.T.) 2009 Ltd, израильской дочерней компании группы Better Place («Беттер плейс»), занимавшейся размещением инфраструктуры для эксплуатации и обслуживания электромобилей.
Неоднократно высказывались предположения о возможности возвращения Каплински на государственную службу, в качестве генерального директора Министерства обороны, командира Северного корпуса или преемника генерал-лейтенанта Габи Ашкенази на посту Начальника Генштаба, однако сам Каплински не раз называл подобные предположения журналистскими спекуляциями.
В ходе 2012 года к Каплински обращался Яир Лапид с предложением присоединиться к его новой политической партии «Еш Атид», однако Kаплински отклонил это предложение.
В октябре 2012 года Каплински был назначен главным операционным директором (COO) компании Better Place Inc, головной (материнской) американской компании группы «Беттер плейс», сохраняя за собой пост генерального директора компании Better Place Israel (H.T.) 2009 Ltd (ответственной в группе за размещение инфраструктуры для электромобилей в Израиле), а также пост члена совета директоров израильских компаний Better Place Labs Israel Ltd (ответственной за НИОКР группы) и Better Place Motors Ltd (ответственной за импорт и продажу электромобилей в Израиле).
Однако уже 14 ноября 2012 года Каплински подал в отставку со всех должностей в группе «Беттер плейс» в свете начавшегося в группе кризиса, приведшего к её банкротству. В иске, поданном против учредителя группы Шая Агасси и ряд должностных лиц группы, включая Каплински, ликвидаторы компаний группы пытались возложить ответственность за крах бизнеса группы на управление группы, однако окружной суд оставил этот иск без рассмотрения, так как счёл, что управление группы действовало добросовестно, а его деловые решения не выдавались за пределы ожидаемого от разумно действующих предпринимателей (англ. business judgment rule). В постановлении от 8 февраля 2022 года Верховный суд Израиля отменил решение окружного суда об оставлении иска без рассмотрения и вернул дело на рассмотрение в окружной суд.
В январе 2013 года был назначен генеральным директором (CEO) компании Nesher Israel Cement Enterprises («Нешер»), израильского монополиста в сфере производства цемента. Исполнял эту должность до 2 декабря 2019 года.
В июле 2019 года также возглавил на общественных началах некоммерческую организацию выходцев бригады «Голани».
В феврале 2020 года был назначен также внешним директором в совете директоров компании Elbit Systems, однако в июне 2020 года ушёл с поста ввиду назначения на должность в компании BAZAN Oil Refineries.
1 июня 2020 года Каплински вступил на пост генерального директора израильской нефтеперерабатывающей компании BAZAN Oil Refineries. В апреле 2021 года было опубликовано решение назначить Каплински на пост председателя совета директоров компании вместо уходящего на пенсию председателя Овадьи Эли, а 13 августа 2021 года Каплински передал пост генерального директора Малахи Альперу и вступил на пост председателя совета директоров компании BAZAN Oil Refineries.
В апреле 2020 года также вошёл в состав совета директоров израильской компании Augwind Energy Tech Storage. 4 мая 2022 года стал председателем совета директоров данной компании, исполняя данную должность по совместительству (один день в неделю) со своей основной работой в BAZAN Oil Refineries, а в феврале 2023 года сообщил об уходе из компании с 12 марта 2023 года.
С 2022 года также возглавляет кафедру национального лидерства и военной мысли Университета имени Райхмана.
В 2024 году входил в состав комиссии по определению лауреатов Премии Израиля в категории «Возрождение — гражданская доблесть и взаимная порука».

### Образование и личная жизнь
За время службы в армии Каплински получил степень бакалавра Университета имени Бар-Илана (в области экономики и делового администрирования) и степень магистра делового администрирования Тель-Авивского университета. Также окончил учёбу в Командно-штабном колледже Армии обороны Израиля и окончил продвинутый курс офицеров пехоты Армии США в Форт-Беннинге.
Женат на Пнине Каплински, отец двоих сыновей (старший сын Ор и младший сын Галь). Брат Каплински, Рази Каплински, дослужил в Армии обороны Израиля до звания полковника, его последней должностью накануне выхода в запас была должность заместителя командира территориальной дивизии «Эдом».

## Публикации
- משה קפלינסקי צה"ל בשנים שלפני המלחמה צבא ואסטרטגיה, כרך 1, גיליון 2, אוקטובר 2009 (Моше Каплински, «Армия обороны Израиля в довоенные годы (перед Второй ливанской войной)», «Цава ве-эстратегья» № 1 (2-я брошюра) (октябрь 2009)) (Архивная копия от 1 января 2021 на Wayback Machine) (иврит) (также в переводе на английский (Архивная копия от 28 ноября 2022 на Wayback Machine)) (англ.)
- אלוף מיל' משה קפלינסקי אנשי לבנון במחנה, 21.5.10 (Генерал-майор запаса Моше Каплински, «Люди из Ливана»), «Ба-махане» (21.5.10), копия на сайте fresh.co.il (Архивная копия от 5 июля 2020 на Wayback Machine) (иврит)